# Курск: Краеведческий словарь-справочник
«Курск: Краеведческий словарь-справочник» — первое справочное издание о городе Курске под редакцией Заслуженного работника культуры Российской Федерации Ю. А. Бугрова. Подготовлено Курским областным областным краеведческим обществом (КурОКО)  и напечатано в 1997 году издательским центром «ЮМЭКС» тиражом 10 000 экземпляров.
Справочник включает в себя более 2000 статей по истории, культуре, природе города Курска, биографии выдающихся горожан и адресован широкому кругу читателей.
Вступительное слово к изданию написано Почётным гражданином Курска, Героем Советского Союза А. В. Руцким, на тот момент занимавшим должность губернатора Курской области.
На страницах издания освещены разнообразные вопросы: природно-климатические условия Курска, история города с древнейших времён до современного периода, археологические исследования на территории города, информация о курских князьях XI—XIII веков, органы городского управления от воеводства XVII века до современной городской администрации, внутригородское районирование, планировка города и его архитектура, промышленность, транспорт и связь Курска, широкий круг культурно-просветительских учреждений, средства массовой информации, развитие городского спорта. В словаре-справочнике подробно освещено участие курян в Отечественной войне 1812 года и в Великой Отечественной войне 1941—1945 годов.

## Библиографическое описание
- Курск : Краеведческий словарь-справочник / Кур. обл. краевед. о-во, Гос. арх. Кур. обл. ; гл. ред. Ю. А. Бугров. — Курск : ЮМЭКС, 1997. — [5], ХХIII, [1], 495 с. : ил., портр. — (Курская энциклопедия). — 10 000 экз. — ББК 26.890 (2Р345-4Курс)я2. — ISBN 5-89365-005-0.